# Šime Fantela
Šime Fantela (* 19. Januar 1986 in Zadar) ist ein kroatischer Segler.

## Erfolge
Šime Fantela nahm an drei Olympischen Spielen mit Igor Marenić in der 470er Jolle teil. 2008 belegten sie in Peking den neunten Rang, vier Jahre darauf wurden sie Sechste. Bei den Olympischen Spielen 2016 in Rio de Janeiro schlossen sie mit 43 Punkten die Regatta auf dem ersten Platz vor dem australischen und dem griechischen Boot ab und wurden damit Olympiasieger.
Bei Weltmeisterschaften gewann er mit Igor Marenić sieben Medaillen mit der 470er Jolle. Neben drei Bronze- und zwei Silbermedaillen wurden sie 2009 in Kopenhagen und 2016 in San Isidro Weltmeister. 2018 gewann er außerdem mit Mihovil Fantela in der 49er Jolle in Aarhus den Titel. Fantela und Marenić wurden zudem mehrfache Europameister in der 470er Jolle. Bei den 2021 ausgetragenen Olympischen Spielen 2020 in Tokio belegte Fantela mit Mihovil Fantela in der 49er Jolle den achten Platz. Vier Jahre darauf wurden die beiden in Paris bei der olympischen Regatta Neunte.